# Закон України «Про виконавче провадження» (1999)
Закон України «Про виконавче провадження» — ухвалений Верховною Радою України закон України, який визначав порядок і умови примусового виконання рішень судів та інших органів (посадових осіб), що відповідно до закону підлягають примусовому виконанню у разі невиконання їх у добровільному порядку.
Закон утратив чинність з 5 січня 2017 року на підставі нового Закону про виконавче провадження.

## Структура Закону
Закон містить преамбулу, 10 глав, 90 статей і Додаток, які регулюють наступне:
- Преамбула
- Глава 1. Загальні положення (статті 1-9)
- Глава 2. Учасники виконавчого провадження (статті 7—16)
- Глава 3. Загальні умови та порядок здійснення виконавчого провадження (статті 17—51)
  - Містить перелік виконавчих документів і вимоги до них, підстави для початку виконавчого провадження, місце виконання рішення, строки пред'явлення виконавчого документа, підвідомчість проваджень, сума виконавчого збору тощо.
- Глава 4. Загальний порядок звернення стягнення на майно боржника (статті 52—64)
  - Ця глава регулює порядок звернення стягнення на майно боржника, порядок накладення та зняття арешту, порядок вилучення майна тощо.
- Глава 5. Особливості звернення стягнення на майно боржника — юридичної особи (статті 65—67)
- Глава 6. Звернення стягнення на заробітну плату, пенсію, стипендію та інші доходи боржника (статті 68—74)
  - Ця глава регулює умови звернення стягнення на доходи, порядок здійснення відрахувань, їх розмір, кошти, на які не може бути звернено стягнення, порядок стягнення аліментів.
- Глава 7. Виконання рішень, за якими боржник зобов'язаний особисто вчинити певні дії або утриматися від їх вчинення (статті 75—79)
- Глава 8. Виконання рішень щодо іноземців (статті 80, 81)
- Глава 9. Захист прав стягувача, боржника та інших осіб у виконавчому провадженні (статті 82—88)
  - Тут подано порядок оскарження рішень виконавчої служби, контроль за законністю виконавчого провадження, порядок видачі документів виконавчого провадження тощо.
- Глава 10. Відповідальність у виконавчому провадженні (статті 89, 90)
- Додаток «Перелік видів майна громадян, на яке не може бути звернено стягнення за виконавчими документами»
  - Перелік майна, про який йдеться у 56 статті Закону (на яке не може бути звернено стягнення).

Закон України прийнято 21 квітня 1999 року, підписано Президентом України 13 травня 1999 року. 28 травня 1999 Закон набрав чинності, а 1 липня 1999 його було введено в дію. 698 нормативно-правових актів України містили посилання на цей Закон.